# Piotr Sikora (kontradmirał)

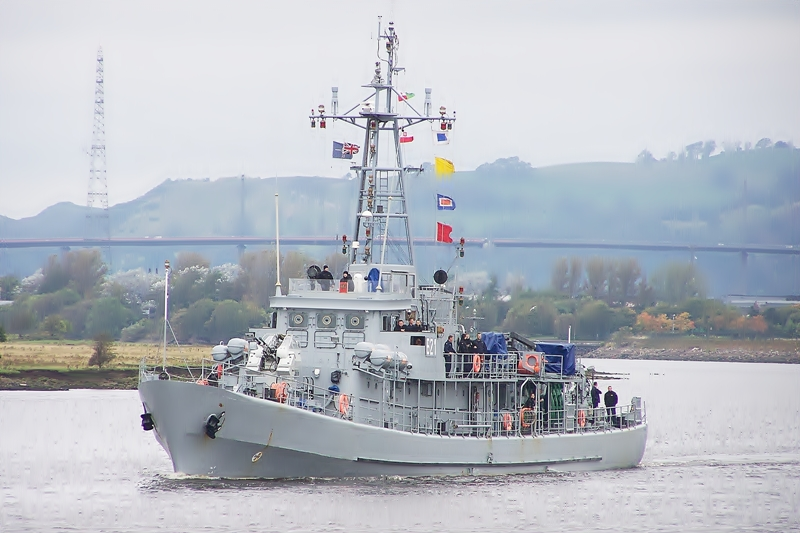
Był dowódcą ORP „Flaming”

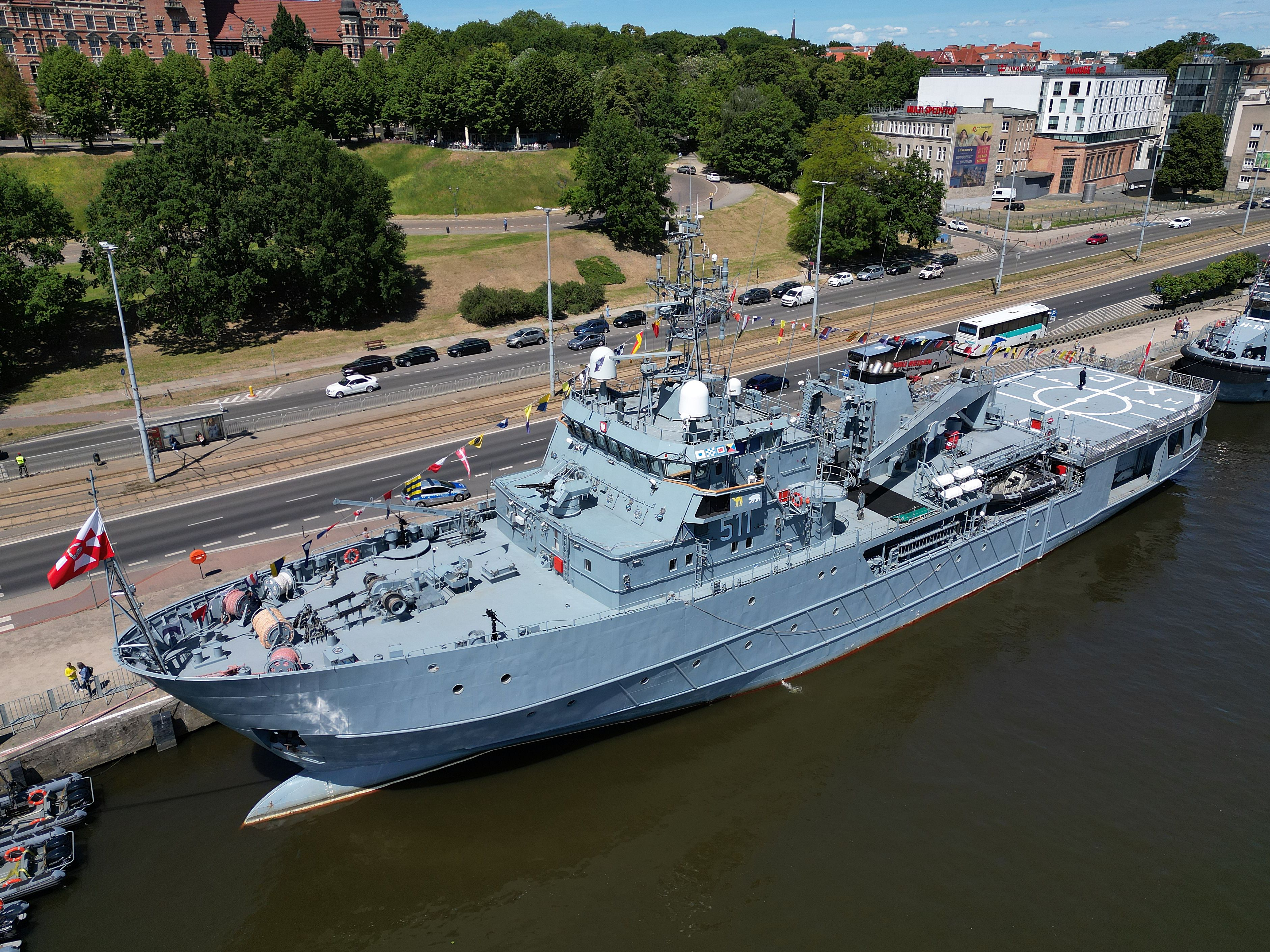
Dowodził zespołem NATO z pokładu ORP Kontradmirał Xawery Czernicki

 Piotr Sikora  (ur. w 1969 w Paczkowie) – oficer dyplomowany polskiej Marynarki Wojennej w stopniu kontradmirała; dowódca 13 Dywizjonu Trałowców (2014–2018); od 1 lutego 2023 dowódca 8 Flotylli Obrony Wybrzeża.

## Życiorys
Piotr Sikora urodził się w 1969 w Paczkowie. W latach 1984–1988 uczył się w Liceum Ogólnokształcącym Carolinum im. Jana III Sobieskiego w Nysie. Jego pasją było żeglarstwo. Był zwycięzcą konkursu nawigacyjnego, dwukrotnie wziął udział w rejsach szkoleniowych na pokładzie żaglowca Dar Młodzieży. We wrześniu 1988 rozpoczął studia w Akademii Marynarki Wojennej w Gdyni.

### Wykształcenie
Absolwent Wydziału Nawigacji i Uzbrojenia Okrętowego Akademii Marynarki Wojennej w Gdyni (1994); podyplomowych studiów w zakresie zarządzania i dowodzenia siłami morskimi w AMW (2006); podyplomowych studiów polityki obronnej w amerykańskiej Naval War College w Newport. Ukończył kursy specjalistyczne w kraju i za granicą m.in. w belgijsko-holenderskiej Szkole Wojny Minowej w Ostendzie (Belgia) oraz łotewskiej Akademii Obrony Narodowej w Rydze (Łotwa).

### Służba wojskowa
W 1994 po ukończeniu studiów w Akademii Marynarki Wojennej uzyskał tytuł zawodowy magistra inżyniera nawigatora i otrzymał promocję oficerską na stopień wojskowy podporucznika marynarki. W październiku tego roku rozpoczął zawodową służbę wojskową w 9 Flotylli Obrony Wybrzeża w Helu na stanowisku dowódcy działu rakietowo-artyleryjskiego i broni podwodnej na okrętach obrony przeciwminowej 13 Dywizjonu Trałowców. Następnie był zastępcą dowódcy trałowca ORP „Śniardwy”, a w 1999 został wyznaczony na stanowisko dowódcy ORP „Śniardwy”. W 2003 objął dowodzenie ORP „Flaming” na czas wydzielenia do Stałego Zespołu Sił Obrony Przeciwminowej NATO Europy Północnej. Po powrocie był dowódcą ORP „Czajka”, a następnie I Okrętowej Grupy Trałowej i ORP „Mamry”.
W 2005 jako komandor podporucznik, został skierowany do sztabu natowskiego zespołu, gdzie pełnił służbę na estońskim okręcie dowodzenia ENS „Admiral Pitka”. W latach 2006–2010 pełnił służbę na różnych stanowiskach w Dowództwie Marynarki Wojennej. W 2010 wrócił do 13 Dywizjonu Trałowców, gdzie został zastępcą dowódcy – szefem sztabu. W 2013 dowodził Stałym Zespołem Sił Obrony Przeciwminowej NATO Grupa 1 Europy Północnej (MCMFORNORTH, obecnie SNMCMG1), gdzie przez rok z pokładu okrętu ORP Kontradmirał Xawery Czernicki kierował działaniami Stałego Zespołu Sił Obrony Przeciwminowej NATO Grupa 1. 11 lipca 2014 został wyznaczony na stanowisko dowódcy 13 Dywizjonu Trałowców, którym dowodził do 2018. W latach 2013–2023 był zaangażowany w program budowy nowoczesnych niszczycieli min dla Marynarki Wojennej RP, miał udział w zakresie projektu 258 typu Kormoran II od etapu projektowania, po proces wdrożenia ich do służby. Był drugim w historii oficerem polskiej MW, któremu powierzono dowodzenie sojuszniczymi siłami przeciwminowymi. W 2015 został wyróżniony nagrodą „Buzdygana” przyznawaną przez miesięcznik Polska Zbrojna. 1 lutego 2023 decyzją ministra obrony narodowej Mariusza Błaszczaka został wyznaczony na stanowisko dowódcy 8 Flotylli Obrony Wybrzeża. 14 sierpnia 2023 prezydent RP Andrzej Duda mianował go na stopień kontradmirała.

## Awanse
- podporucznik marynarki – 1994[3]

(...)
- kontradmirał marynarki – 14 sierpnia 2023[6][2]

## Ordery, odznaczenia i wyróżnienia
W ponad 35 letniej służbie wojskowej był wyróżniany i odznaczany:
- Morski Krzyż Zasługi – 2015[8]
- Złoty Krzyż Honorowy Związku Piłsudczyków RP – 2016[9]
- Srebrny Medal za Długoletnią Służbę
- Srebrny Medal „Siły Zbrojne w Służbie Ojczyzny”
- Złoty Medal „Za zasługi dla obronności kraju”
- Buzdygan przyznany przez miesięcznik Polska Zbrojna – 2015[5]
- Buzdygan Honorowy – 14 sierpnia 2023, ex officio
- Odznaka pamiątkowa 13 Dywizjonu Trałowców – 2014, ex officio
- Odznaka pamiątkowa 8 Flotylli Obrony Wybrzeża – 2023, ex officio

i inne